# Congreso (formație)
Congreso este o formație chiliană de folclor și rock progresiv. Membrii formației sunt:
- Sergio "Tilo" González
- Francisco Sazo
- Hugo Pirovich
- Jaime Atenas
- Sebastián Almarza
- Raúl Aliaga
- Federico Faure